# Горова Леся Володимирівна
Леся Володимирівна Горова́ (нар. 8 травня 1971, Львів) — українська співачка, композиторка. Народна артистка України (2017), член Національної Спілки композиторів (2001). Донька політв'язня, громадського діяча і журналіста Володимира Горового.
Має в репертуарі більше 240 власних пісень. Пише пісні для молодих виконавців, дітей, інструментальну музику. Її пісні звучать в ефірі 1-го, 2-го і 3-го каналів національного радіо, на студії «Майдан» радіо «Голос Києва», на всесвітній службі радіо «Україна», на радіо «Люкс» та радіо «Свобода», періодично й на інших FM-станціях. Виступала на Майдані Незалежності під час помаранчевої революції

## Життєпис

### Освіта
- 1989 — закінчила музичну спеціальну школу імені Крушельницької.
- 1994 — закінчила Львівську консерваторію імені Миколи Лисенка, спеціальність — композитор, викладач теоретичних дисциплін. Навчалася в класі відомого українського композитора професора Мирослава Михайловича Скорика.

### Кар'єра
Після закінчення консерваторії працювала викладачем у Львівському музичному училищі імені Станіслава Людкевича.
З 1996 року працює у Вищому мистецькому коледжі Київської дитячої Академії мистецтв викладачем імпровізації та композиторської техніки. Серед учнів лауреати міських, всеукраїнських та двоє лауреатів міжнародних конкурсів юних композиторів.

## Творчість
З 16 років працює на професійній сцені. Дебютувала у жанрі авторської пісні на першій «Червоній Руті'89» у Чернівцях, отримала диплом. Брала активну участь у конкурсах та фестивалях: «Пісенний Вернісаж», «Мазепа-фест», «Тарас Бульба», «Вітер зі Сходу», «Сопот»; «Леутар» (Молдова), молодіжний рок-фестиваль у м. Дербі (Британія), «Жакерія» (Польща).
Гастролі
Сольні турне по Великій Британії у 1991 та 1993 роках (Лондон, Манчестер, Ноттінгем, Единбург та інші — всього 25 міст), концерти для представників української діаспори у США (Денвер, Нью-Йорк), Австрії (Відень, Ґрац), Польщі (Варшава, Люблін, Краків та інші).
У серпні 2004 року разом з колективом «Світанок» брала участь у двох міжнародних фестивалях у Великій Британії (Алнвік, Единбург), де отримала спеціальний приз як композитор за найкращу пісню фестивалю в Алнвіці, яка стала гімном фестивалю.
Альбоми
У Польщі у 1994 році на лейблі «Edicja Swietogo Pawla» вийшов її дебютний альбом «Залишитися собою», який наступного року було видано і в Україні («Гарба», Київ). «Колискова» з цього альбому протягом трьох років звучала на телеканалі УТ-1 у передачі «На добраніч, діти!».
2000 року вийшов другий аудіоальбом «Як приходить любов» (КП «Простір» об'єднання Оберіг, Київ).
Наприкінці 2004 року випустила компакт диск власних і народних колядок «Їде, їде Бог» (МПП «МЕД», м. Вінниця).
У травні 2005 випустила четвертий альбом власних пісень «Я патріот» (Atlantic, Київ).
Книжки
- «Відчинилося життя. Збірник пісень для дітей» + CD-ROM, 2007
- «Колискові і не тільки»
- «Україна це світло»

## Відзнаки
- Медаль і посвідчення «Видатний учасник помаранчевої революції».
- 23 березня 2006 Указом Президента України № 254/2006 Лесі Горовій присвоєно почесне звання «Заслужений артист України».
- 7 березня 2017 Указом Президента України № 56/2017 Лесі Горовій присвоєно почесне звання «Народний артист України»[1].